# Euderus argyresthiae
Euderus argyresthiae är en stekelart som först beskrevs av Crawford 1915.  Euderus argyresthiae ingår i släktet Euderus och familjen finglanssteklar. Inga underarter finns listade i Catalogue of Life.